# レオ (馬主)
株式会社レオは、日本中央競馬会（JRA）に登録されている株式会社で馬主。代表者は田中博之。
勝負服の柄は、赤、白一本輪、青袖。冠名には会社名より「レオ」を用いる。

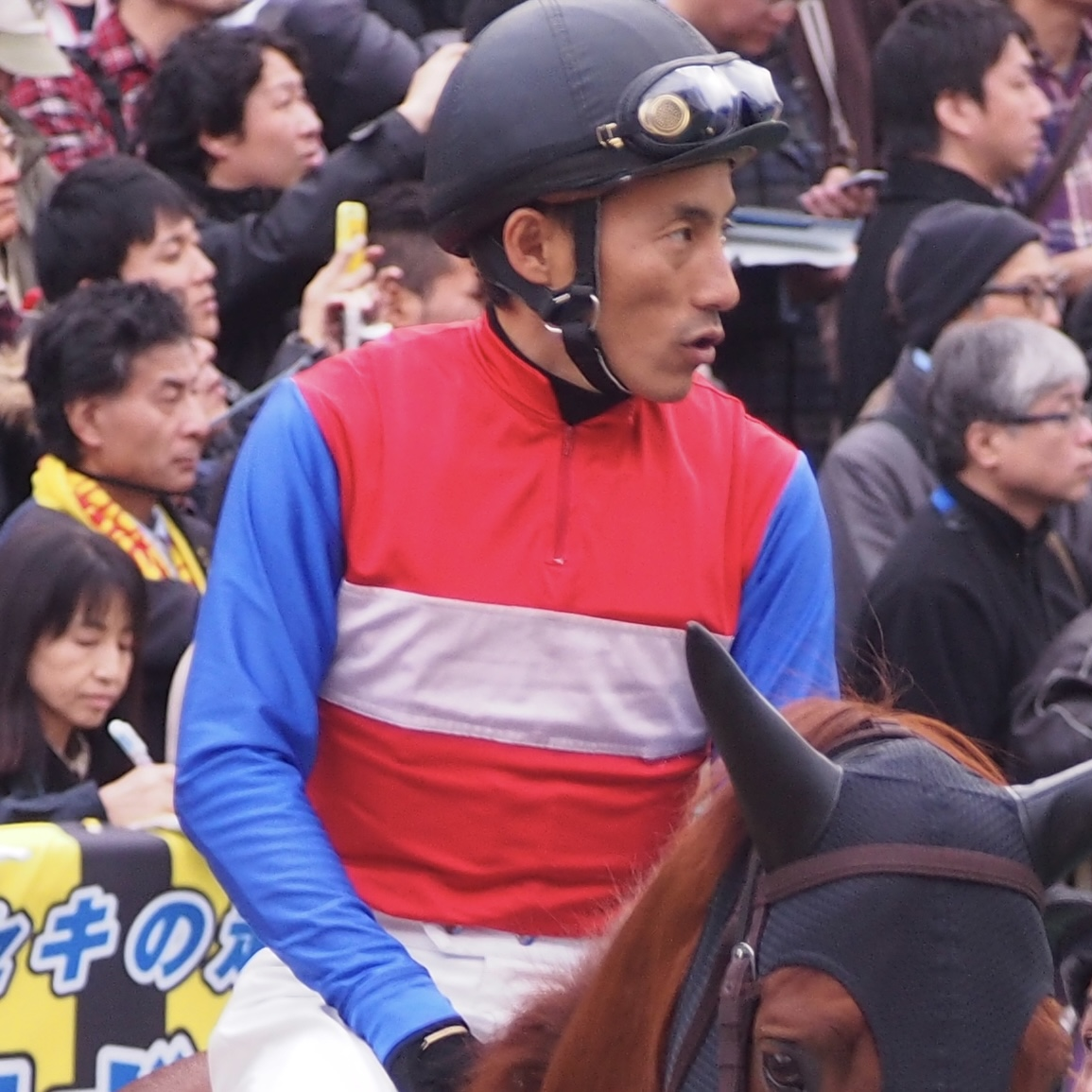
レオの勝負服を着用した吉田豊

## 代表者
1. 田中 竜雨（たなか りゅうう、1938年もしくは1939年 - 2009年6月30日[2]）
  - 石川県にてパチンコ店「レオ」を展開していたほか、賃貸ビルを所有していた淡路物産株式会社代表取締役社長[3]。当初は個人名義で馬主資格を取得しており、勝負服の柄は緑、赤ダイヤモンド、青袖、冠名は会社名義と同じく「レオ」を用いた。
  - 2000年、会社の脱税の疑いで東京地検に9月22日までに会社とともに告発され[4][5]、同年12月6日に同社専務とともに逮捕されている[3][6]。

1. 田中 博之（たなか ひろゆき）

田中竜雨の勝負服

  - 現代表。個人名義でも馬主資格を取得しており、勝負服の柄は赤、白袖、黒鋸歯形、冠名は竜雨、会社名義と同じく「レオ」を用いる。

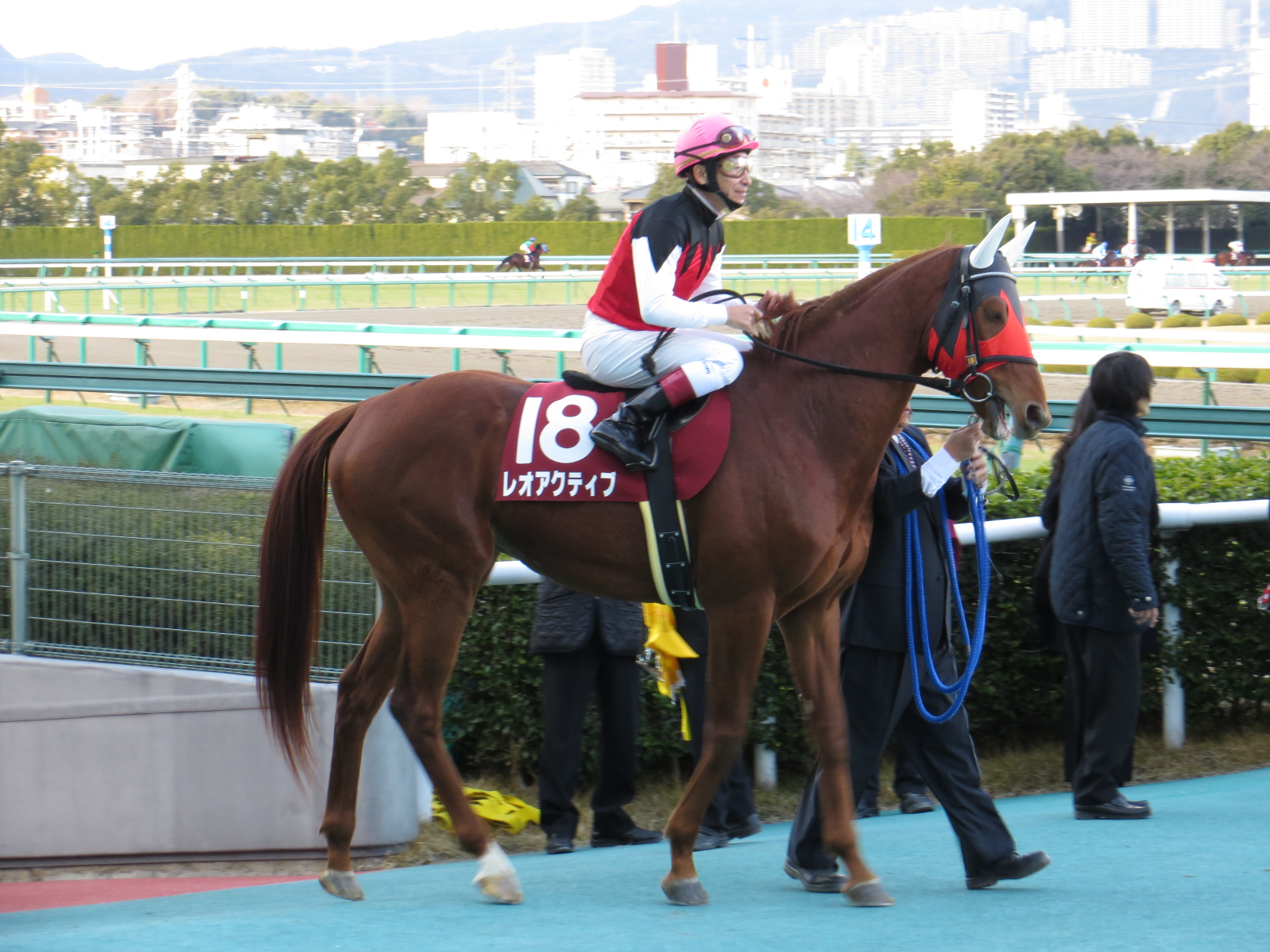
田中博之の勝負服を着用した横山典弘、騎乗馬レオアクティブ

## 主な所有馬
#印は田中竜雨名義の所有馬。斜字は地方重賞。

### GI級競走優勝馬
- レオダーバン#（1991年菊花賞、東京優駿2着）

### 重賞競走優勝馬
- レオテンザン#（1987年京都新聞杯、ラジオたんぱ賞）
- サンシャインホース#（1993年新潟ジュニアカップ、東北サラブレッド3歳チャンピオン、1998年JTB賞、北国王冠）
- レオリュウホウ（1998年セントライト記念、2000年日経賞）
- レオボストン#（2000年青雲賞）
- レオマイスター（2008年ラジオNIKKEI賞）
- レオアクティブ（2011年京王杯2歳ステークス、朝日杯フューチュリティステークス3着、2012年京成杯オータムハンデキャップ）[注 1]

### その他の所有馬
- レオプラザ#（オープン2勝）
- レオカーディナル[注 2]
- レオプライム（2012年京王杯スプリングカップ2着）
- レオビヨンド（2021年中山大障害3着、2022年阪神スプリングジャンプ2着）